# روبرت برنز
روبرت برنز (بالإنجليزية: Robert Burns)، (25 يناير 1759 — 21 يوليو 1796) شاعر إسكتلندي، مؤلف العديد من القصائد باللغة الإنكليزية ولهجة الأراضي المنخفضة. من ألقابه الشاعر الفلاح وشاعر آيرشير وفي إسكتلندا الشاعر. يعتبر برنز الشاعر الوطني لإسكتلندا. ومن أشهر أناشيده على المستوى العالمي نشيد الوداع. أدخل كثيرا ً من الإسكتلندية الدارجة في شعره.

## روابط خارجية
- روبرت برنز على موقع IMDb (الإنجليزية)
- روبرت برنز على موقع الموسوعة البريطانية (الإنجليزية)
- روبرت برنز على موقع ميوزك برينز (الإنجليزية)
- روبرت برنز على موقع قاعدة بيانات برودواي على الإنترنت (الإنجليزية)
- روبرت برنز على موقع إن إن دي بي (الإنجليزية)
- روبرت برنز على موقع أول ميوزيك (الإنجليزية)
- روبرت برنز على موقع ديسكوغز (الإنجليزية)